# Championnat du Liberia de football 2018
Navigation
Edition précédente Edition suivante
La saison 2018 du Championnat du Liberia de football est la 45e édition du championnat de première division liberien. Le championnat devait débuté le 16 avril 2018, mais à la suite de nombreux problèmes la date est repoussée au 27 août. À la suite du retard le championnat devait se composer de deux groupes de six équipes qui s'affrontent deux fois en match aller retour, les deux vainqueurs de groupes s'affrontent lors d'une finale pour désigner le champion du Liberia.
A quelques jours de la reprise deux clubs déclarent forfait (FC Fassell et Nimba FC), le championnat débute avec deux groupes de cinq équipes.
C'est le club de Barrack Young Controllers FC qui remporte la compétition en battant en finale LPRC Oilers après les tirs au but. C'est le quatrième titre de champion du Liberia de l'histoire du club, qui réalise le doublé en s'imposant en finale de la Coupe du Liberia face à LISCR FC (4-0).

## Participants
- LISCR FC
- Barrack Young Controllers FC
- MC Breweries FC
- Nimba United
- LPRC Oilers
- Watanga FC
- Keitrace FC
- Jubilee FC
- Small Town FC - Promu de D2
- National Port Authority Anchors - Promu de D2

## Compétition

### Classement
Le classement est établi sur le barème de points classique (victoire à 3 points, match nul à 1, défaite à 0). Pour départager les égalités, on tient d'abord compte de la différence de buts générale, puis du nombre de buts marqués, puis des confrontations directes.

#### Groupe A
| Rang | Équipe                        | Pts | J | G | N | P | Bp | Bc | Diff |
| ---- | ----------------------------- | --- | - | - | - | - | -- | -- | ---- |
| 1    | Barrack Young Controllers FCC | 17  | 8 | 5 | 2 | 1 | 21 | 5  | +16  |
| 2    | Watanga FC                    | 14  | 8 | 4 | 2 | 2 | 11 | 15 | -4   |
| 3    | Jubilee FC                    | 11  | 8 | 3 | 2 | 3 | 6  | 7  | -1   |
| 4    | MC Breweries FC               | 9   | 8 | 2 | 3 | 3 | 8  | 10 | -2   |
| 5    | Small Town FC P               | 4   | 8 | 1 | 1 | 6 | 7  | 16 | -9   |

|  | Qualification pour la finale du championnat                                              |
|  | Relégation directe en Second League                                                      |
|  | T : Tenant du titre C : Vainqueur de la Coupe du Liberia 2018 P : Promu de Second League |

#### Groupe B
| Rang | Équipe           | Pts | J | G | N | P | Bp | Bc | Diff |
| ---- | ---------------- | --- | - | - | - | - | -- | -- | ---- |
| 1    | LPRC Oilers      | 17  | 8 | 5 | 2 | 1 | 12 | 5  | +7   |
| 2    | Nimba United     | 15  | 8 | 4 | 3 | 1 | 7  | 3  | +4   |
| 3    | LISCR FCT        | 12  | 8 | 3 | 3 | 2 | 10 | 9  | +1   |
| 4    | NPA Anchors FC P | 5   | 8 | 1 | 2 | 5 | 6  | 11 | -5   |
| 5    | Keitrace FC      | 4   | 8 | 0 | 4 | 4 | 4  | 11 | -7   |

|  | Qualification pour la finale du championnat                                              |
|  | Relégation directe en Second League                                                      |
|  | T : Tenant du titre C : Vainqueur de la Coupe du Liberia 2018 P : Promu de Second League |

#### Finale Championnat
La finale se déroule le 17 octobre 2018 au Stade  Antoinette Tubman à Monrovia.
| Club 1                       | Score             | Club 2      |
| ---------------------------- | ----------------- | ----------- |
| Barrack Young Controllers FC | 2-2 (4-2t. a. b.) | LPRC Oilers |

## Bilan de la saison
| Championnat du Liberia de football 2018                             |                                         |
| Champion                                                            | Barrack Young Controllers FC (4e titre) |
| Coupes et trophées                                                  |                                         |
| Vainqueur de la Coupe du Liberia 2018                               | Barrack Young Controllers FC            |
| Qualifications continentales                                        |                                         |
| Ligue des champions de la CAF 2018-2019                             | Barrack Young Controllers FC            |
| Coupe de la confédération 2018-2019                                 | LISCR FC (finaliste coupe du Liberia)   |
| Promotions et relégations                                           |                                         |
| Promus en First Division                                            | aucun                                   |
| Relégués en Championnat du Liberia de football de deuxième division | aucun                                   |